# 楊智達
楊智達（1991年9月4日—）是生於臺灣台南市的社會運動及政治工作者，長期為各項社會議題發聲，參與高雄和台南地方議題。他曾任 2015南台灣廢核大遊行執行統籌，亦投入空污防制、文史保存等社會運動。
2016年立委選舉，楊智達參選台南市第四選區（東區、南區、安平區）立法委員，主打環保、勞工、青年、平權等議題，是台灣選舉史上最年輕的已出櫃同志候選人。選後，回歸NGO工作者身分，擔任台南新芽創會秘書長，在2018年3月擔任第三屆台南彩虹遊行總召。

## 生平經歷
幼時曾在台南麥得心智教育機構培訓，遭受暴力虐待經驗，被關在密閉空間進行吞火、劈木板等訓練。他表示因為這段經驗讓他從小就對弱勢議題特別有感，因而長大後投入社會運動領域幫助弱勢。在學時期曾擔任學生議會議長、系學會要職，畢業後於台灣綠黨高雄市三民區市議員參選人梁益誌競選辦公室擔任組織部主任，同時投入中央公園護樹護地運動。輔選工作結束後，陸續擔任南台灣廢核大遊行執行統籌、高雄同志大遊行交通組長、聲援圖博抗暴遊行籌備等各項社運工作。
2015年6月27日宣布在家鄉臺南市第四選舉區參選立法委員，成為該屆選舉南台灣最年輕候選人，最終雖未當選，但仍拿下九千餘票，為該屆選舉台南第三勢力候選人得票最高一位。
選後與多位在地青年組成台南新芽協會，投入市政監督、議題倡議工作，並身兼台南性平推動聯盟召集人，後續亦投入在選區重劃、舊魚市場保存、學童自學等議題。2017年6月因發文關注韓國選秀節目PRODUCE 101，被網友誤認為是立法委員關注韓國娛樂動態引起大量轉載甚至傳到韓國，雖事後發表聲明表示非當選人，但仍備受關注。2018年4月宣布加入時代力量。 2020年1月12日，於個人臉書宣布將與相戀五年的男友前成功大學學生會長洪國峰結婚。

### 政治參與
2016年立法委員選舉
| 選區             | 號次 | 口號             | 簡介                                     | 得票數 | 得票率  | 結果   |
| ---------------- | ---- | ---------------- | ---------------------------------------- | ------ | ------- | ------ |
| 臺南市第四選舉區 | 5    | 政治不只兩個選擇 | 性別、環境社會運動者、文藻外語大學副學士 | 9,075  | 4.5565% | 未當選 |

## 外部連結
- 楊智達的Facebook專頁
- 楊智達部落格 （页面存档备份，存于）